# Сан Андрес Тустла (Сан Андрес Тустла, Веракруз)
Сан Андрес Тустла (шп. San Andrés Tuxtla) насеље је у Мексику у савезној држави Веракруз у општини Сан Андрес Тустла. Насеље се налази на надморској висини од 279 м.

## Становништво
Према подацима из 2010. године у насељу је живело 61769 становника.

### Хронологија
| Година       | 2000                  | 2005                  | 2010                  |
| ------------ | --------------------- | --------------------- | --------------------- |
| Становништво | 54853 (25905 / 28948) | 58757 (27700 / 31057) | 61769 (29121 / 32648) |

### Попис
| \| \| м \| \| \| ж \| \| 0—2 \| 1.514 \| \| \| 1.399 \| \| 3—5 \| 1.525 \| \| \| 1.452 \| \| 6—11 \| 3.330 \| \| \| 3.246 \| \| 12—14 \| 1.683 \| \| \| 1.569 \| \| 15—17 \| 1.798 \| \| \| 1.771 \| \| 18—24 \| 3.595 \| \| \| 3.999 \| \| 60+ \| 2.836 \| \| \| 3.551 \| \| Просек : \| 29,9 \| \| \| 31,8 \| |       |  |  |       |
| |       |  |  |       |
| | м     |  |  | ж     |
| 0—2 | 1.514 |  |  | 1.399 |
| 3—5 | 1.525 |  |  | 1.452 |
| 6—11 | 3.330 |  |  | 3.246 |
| 12—14 | 1.683 |  |  | 1.569 |
| 15—17 | 1.798 |  |  | 1.771 |
| 18—24 | 3.595 |  |  | 3.999 |
| 60+ | 2.836 |  |  | 3.551 |
| Просек : | 29,9  |  |  | 31,8  |

| #   | Индикатор                                                                                        | Вредност |
| --- | ------------------------------------------------------------------------------------------------ | -------- |
| 1   | Становништво од 0 до 2 године                                                                    | 2913     |
| 2   | Мушко становништво од 0 до 2 године                                                              | 1514     |
| 3   | Женско становништво од 0 до 2 године                                                             | 1399     |
| 4   | Становништво са 3 и више година                                                                  | 57430    |
| 5   | Мушко становништво са 3 и више година                                                            | 26893    |
| 6   | Женско становништво са 3 и више година                                                           | 30537    |
| 7   | Становништво са 5 и више година                                                                  | 55456    |
| 8   | Мушко становништво са 5 и више година                                                            | 25875    |
| 9   | Женско становништво са 5 и више година                                                           | 29581    |
| 10  | Становништво са 12 и више година                                                                 | 47877    |
| 11  | Мушко становништво са 12 и више година                                                           | 22038    |
| 12  | Женско становништво са 12 и више година                                                          | 25839    |
| 13  | Становништво са 15 и више година                                                                 | 44625    |
| 14  | Мушко становништво са 15 и више година                                                           | 20355    |
| 15  | Женско становништво са 15 и више година                                                          | 24270    |
| 16  | Становништво са 18 и више година                                                                 | 41056    |
| 17  | Мушко становништво са 18 и више година                                                           | 18557    |
| 18  | Женско становништво са 18 и више година                                                          | 22499    |
| 19  | Становништво од 3 до 5 година                                                                    | 2977     |
| 20  | Мушко становништво од 3 до 5 година                                                              | 1525     |
| 21  | Женско становништво од 3 до 5 година                                                             | 1452     |
| 22  | Становништво од 6 до 11 година                                                                   | 6576     |
| 23  | Мушко становништво од 6 до 11 година                                                             | 3330     |
| 24  | Женско становништво од 6 до 11 година                                                            | 3246     |
| 25  | Становништво од 8 до 14 година                                                                   | 7694     |
| 26  | Мушко становништво од 8 до 14 година                                                             | 3912     |
| 27  | Женско становништво од 8 до 14 година                                                            | 3782     |
| 28  | Становништво од 12 до 14 година                                                                  | 3252     |
| 29  | Мушко становништво од 12 до 14 година                                                            | 1683     |
| 30  | Женско становништво од 12 до 14 година                                                           | 1569     |
| 31  | Становништво од 15 до 17 година                                                                  | 3569     |
| 32  | Мушко становништво од 15 до 17 година                                                            | 1798     |
| 33  | Женско становништво од 15 до 17 година                                                           | 1771     |
| 34  | Становништво од 18 до 24 године                                                                  | 7594     |
| 35  | Мушко становништво од 18 до 24 године                                                            | 3595     |
| 36  | Женско становништво од 18 до 24 године                                                           | 3999     |
| 37  | Женско становништво од 15 до 49 година                                                           | 17683    |
| 38  | Становништво са 60 и више година                                                                 | 6387     |
| 39  | Мушко становништво са 60 и више година                                                           | 2836     |
| 40  | Женско становништво са 60 и више година                                                          | 3551     |
| 41  | Однос између мушкараца и жена                                                                    | 89.2     |
| 42  | Становништво од нуле до 14 година                                                                | 15718    |
| 43  | Становништво од 15 до 64 године                                                                  | 40228    |
| 44  | Становништво од 65 година и више                                                                 | 4397     |
| 45  | Просечан број деце                                                                               | 2.18     |
| 46  | Становништво рођено у ентитету                                                                   | 57165    |
| 47  | Мушко становништво рођено у ентитету                                                             | 26932    |
| 48  | Женско становништво рођено у ентитету                                                            | 30233    |
| 49  | Становништво рођено у другом ентитету                                                            | 3051     |
| 50  | Мушко становништво рођено у другом ентитету                                                      | 1409     |
| 51  | Женско становништво рођено у другом ентитету                                                     | 1642     |
| 52  | Становништво од 5 година и више резидентно у ентитету у јуну 2005. године                        | 53661    |
| 53  | Мушко становништво старосног доба од 5 година и више, резидентно у ентитету у јуну 2005. године  | 24898    |
| 54  | Женско становништво старосног доба од 5 и више година, резидентно у ентитету у јуну 2005. године | 28763    |
| 55  | Становништво од 5 година и више које је живело у другом ентитету у јуну 2005. године             | 1397     |
| 56  | Мушко становништво старије од 5 година које је живело у другом ентитету у јуну 2005. године      | 722      |
| 57  | Женско становништво старије од 5 година које је живело у другом ентитету у јуну 2005. године     | 675      |
| 58  | Становништво од 3 године и више које говори аутохтони језик                                      | 306      |
| 59  | Мушко становништво старо 3 године и више које говори аутохтони језик                             | 180      |
| 60  | Женско становништво старо 3 године и више које говори аутохтони језик                            | 126      |
| 61  | Становништво од 3 године и више које говори аутохтони језик и не говори шпански језик            | 0        |
| 62  | Мушко становништво старо 3 године и више које говори аутохтони језик и не говори шпански         | 0        |
| 63  | Женско становништво старо 3 године и више које говори аутохтони језик и не говори шпански језик  | 0        |
| 64  | Становништво старо 3 године и више које говори аутохтони језик и шпански                         | 236      |
| 65  | Мушко становништво старо 3 године и више које говори аутохтони језик и шпански                   | 141      |
| 66  | Женско становништво старо 3 године и више које говори аутохтони језик и шпански                  | 95       |
| 67  | Становништво од 5 година и више које говори аутохтони језик                                      | 305      |
| 68  | Становништво од 5 година и више које говори аутохтони језик и не говори шпански језик            | 0        |
| 69  | Становништво од 5 година и више које говори аутохтони језик и говори шпански језик               | 235      |
| 70  | Становништво у домородачким домаћинствима                                                        | 763      |
| 71  | Становништво са ограничењима у активностима                                                      | 2114     |
| 72  | Становништво са ограниченим ходањем или кретањем, горе или доле                                  | 1063     |
| 73  | Становници са ограничењима вида, чак и уз кориштење сочива                                       | 619      |
| 74  | Становништво са ограничењима говора, комуникације или конверзације                               | 181      |
| 75  | Становништво са ограниченим слухом                                                               | 217      |
| 76  | Становништво са ограничењима при одевању, купању или јелу                                        | 56       |
| 77  | Становништво са ограничењима у опажању или учењу једноставних ствари                             | 94       |
| 78  | Становништво са менталним ограничењима                                                           | 209      |
| 79  | Становништво без ограничења активности                                                           | 57983    |
| 80  | Становништво од 3 до 5 година које не похађа школу                                               | 1530     |
| 81  | Мушко становништво од 3 до 5 година које не похађа школу                                         | 790      |
| 82  | Женско становништво од 3 до 5 година које не похађа школу                                        | 740      |
| 83  | Становништво од 6 до 11 година које не похађа школу                                              | 232      |
| 84  | Мушко становништво од 6 до 11 година које не похађа школу                                        | 107      |
| 85  | Женско становништво од 6 до 11 година које не похађа школу                                       | 125      |
| 86  | Становништво од 12 до 14 година које не похађа школу                                             | 252      |
| 87  | Мушко становништво од 12 до 14 година које не похађа школу                                       | 119      |
| 88  | Женско становништво од 12 до 14 година које не похађа школу                                      | 133      |
| 89  | Становништво од 15 до 17 година похађа школу                                                     | 2543     |
| 90  | Мушко становништво од 15 до 17 година похађа школу                                               | 1288     |
| 91  | Женско становништво између 15 и 17 година живота у школи                                         | 1255     |
| 92  | Становништво од 18 до 24 године похађа школу                                                     | 2117     |
| 93  | Мушко становништво од 18 до 24 године похађа школу                                               | 1032     |
| 94  | Женско становништво од 18 до 24 године похађа школу                                              | 1085     |
| 95  | Становништво од 8 до 14 година које не може да чита и пише                                       | 309      |
| 96  | Мушко становништво старосног доба од 8 до 14 година које не може да чита и пише                  | 166      |
| 97  | Женско становништво старосног доби од 8 до 14 година које не може да чита и пише                 | 143      |
| 98  | Становништво од 15 година и више које је неписмено                                               | 4665     |
| 99  | Мушко становништво од 15 година и више које је неписмено                                         | 1474     |
| 100 | Женско становништво од 15 година и више које је неписмено                                        | 3191     |
| 101 | Становништво старо 15 и више година без школовања                                                | 4548     |
| 102 | Мушко становништво старо 15 и више година без школовања                                          | 1467     |
| 103 | Женско становништво старо 15 и више година без школовања                                         | 3081     |
| 104 | Становништво старосног доба 15 и више година са непотпуним основним образовањем                  | 6246     |
| 105 | Мушко становништво старосног доба од 15 година и више са непотпуном основним образовањем         | 2705     |
| 106 | Женско становништво старосног доба 15 и више година са непотпуном основним образовањем           | 3541     |
| 107 | Становништво старо 15 и више година са комплетним основним образовањем                           | 7385     |
| 108 | Мушко становништво старо 15 година и више са комплетним основним образовањем                     | 3299     |
| 109 | Женско становништво старо 15 и више година са комплетним основним образовањем                    | 4086     |
| 110 | Становништво старосног доба 15 и више година са непотпуним средњим образовањем                   | 2357     |
| 111 | Мушко становништво старосног доба од 15 година и више са непотпуним средњим образовањем          | 1272     |
| 112 | Женско становништво старосног доба од 15 година и више са непотпуним средњим образовањем         | 1085     |
| 113 | Становништво старо 15 и више година са пуним секундарном образовањем                             | 8191     |
| 114 | Мушко становништво старосног доба од 15 година и више са пуним секундарном образовањем           | 4036     |
| 115 | Женско становништво старосног доба од 15 година и више са пуним секундарном образовањем          | 4155     |
| 116 | Становништво старије од 18 година са постосновним образовањем                                    | 14596    |
| 117 | Мушко становништво старије од 18 година са постосновним образовањем                              | 6987     |
| 118 | Женско становништво старије од 18 година са постосновним образовањем                             | 7609     |
| 119 | Просечна оцена школовања                                                                         | 8.19     |
| 120 | Просечан ниво образовања мушке популације                                                        | 8.59     |
| 121 | Просечан ниво образовања женског становништва                                                    | 7.86     |
| 122 | Економски активно становништво                                                                   | 24935    |
| 123 | Економски активна мушка популација                                                               | 16353    |
| 124 | Економски активна женска популација                                                              | 8582     |
| 125 | Становништво које није економски активно                                                         | 22671    |
| 126 | Мушко становништво које није економски активно                                                   | 5526     |
| 127 | Женско становништво које није економски активно                                                  | 17145    |
| 128 | Запослено становништво                                                                           | 24003    |
| 129 | Запослено мушко становништво                                                                     | 15586    |
| 130 | Запослено женско становништво                                                                    | 8417     |
| 131 | Незапослена популација                                                                           | 932      |
| 132 | Незапослена мушка популација                                                                     | 767      |
| 133 | Незапослена женска популација                                                                    | 165      |
| 134 | Становништво без права на здравствене услуге                                                     | 21755    |
| 135 | Становништво које има право на здравствене услуге                                                | 38555    |
| 136 | Становништво које има право на ИМСС                                                              | 14365    |
| 137 | Становништво које има право на социјално осигурање                                               | 3452     |
| 138 | Становништво које има право на државно социјално осигурање                                       | 104      |
| 139 | Становништво које има право на опште осигурање или здравствено осигурање за нову генерацију      | 18346    |
| 140 | Становништво које је било једном или није било у браку током 12 година и више                    | 15856    |
| 141 | Венчано или уједињено становништво од 12 година и више                                           | 26182    |
| 142 | Становништво које је било у браку или уједињено 12 година и више                                 | 5781     |
| 143 | Становништво са католичком религијом                                                             | 49203    |
| 144 | Протестанти, еванђелисти и библијски следбеници различити од еванђелиста                         | 6151     |
| 145 | Становништво са другим религијама различитим од претходних                                       | 83       |
| 146 | Становништво без религије                                                                        | 4570     |
| 147 | Укупно пописаних домаћинства                                                                     | 15298    |
| 148 | Пописна домаћинства на челу са мушкарцима                                                        | 10610    |
| 149 | Пописна домаћинства на челу са женама                                                            | 4688     |
| 150 | Становништво у пописним домаћинствима                                                            | 59951    |
| 151 | Становништво у пописним домаћинствима на челу са мушкарцима                                      | 43532    |
| 152 | Становништво у пописним домаћинствима на челу са женама                                          | 16419    |
| 153 | Укупно домаћинстава                                                                              | 18647    |
| 154 | Укупно насељених домаћинстава                                                                    | 15765    |
| 155 | Укупно приватних кућа                                                                            | 18180    |
| 156 | Насељени приватни домови                                                                         | 15298    |
| 157 | Укупно насељених приватних кућа                                                                  | 15758    |
| 158 | Ненасељене приватне куће                                                                         | 2188     |
| 159 | Појединачна домаћинства за привремену употребу                                                   | 694      |
| 160 | Становници у насељеним приватним кућама                                                          | 59951    |
| 161 | Насељеност станара у приватним становима                                                         | 3.92     |
| 162 | Просечно становника по соби у приватним насељеним домаћинствима                                  | 1.17     |
| 163 | Појединачна домаћинства са подовима од различитих материјала од земље                            | 13135    |
| 164 | Појединачна домаћинства у приземљу                                                               | 2089     |
| 165 | Појединачна домаћинства са једном спаваћом собом                                                 | 6207     |
| 166 | Појединачна домаћинства са две спаваће собе и више                                               | 9017     |
| 167 | Појединачна домаћинства са једним собом                                                          | 3105     |
| 168 | Појединачна домаћинства са две собе                                                              | 1906     |
| 169 | Појединачна домаћинства са 3 собе и више                                                         | 10198    |
| 170 | Појединачна домаћинства која имају електрично светло                                             | 15026    |
| 171 | Појединачна домаћинства која немају електрично светло                                            | 205      |
| 172 | Појединачна домаћинства која имају водоводну воду у стамбеном простору                           | 14657    |
| 173 | Појединачна домаћинства која немају водоводну воду у стамбеном простору                          | 559      |
| 174 | Појединачна домаћинства која имају тоалет                                                        | 14880    |
| 175 | Појединачна домаћинства која имају канализацију                                                  | 14785    |
| 176 | Појединачна домаћинства која немају канализацију                                                 | 419      |
| 177 | Појединачна домаћинства која имају електрично светло, довод воде из јавне мреже и канализацију   | 14300    |
| 178 | Појединачна домаћинства без икаквих услова                                                       | 374      |
| 179 | Појединачна домаћинства која имају радио                                                         | 12564    |
| 180 | Појединачна домаћинства која имају телевизор                                                     | 14213    |
| 181 | Појединачна домаћинства која имају фрижидер                                                      | 12183    |
| 182 | Појединачна домаћинства која имају машину за веш                                                 | 7247     |
| 183 | Појединачна домаћинства која имају аутомобил или комби                                           | 3129     |
| 184 | Појединачна домаћинства која имају рачунар                                                       | 3431     |
| 185 | Појединачна домаћинства која имају фиксну телефонску линију                                      | 4549     |
| 186 | Појединачна домаћинства која имају мобилни телефон                                               | 10508    |
| 187 | Појединачна домаћинства која имају приступ интернету                                             | 2212     |
| 188 | Величина локације                                                                                | 10       |